# Grand Prix of Maykop
Le Grand Prix of Maykop (en russe : Гран-при Майкопа) est une course cycliste disputée en Russie. Créée en 2012, la course fait partie du Calendrier international féminin UCI,.

## Palmarès
| Année | Vainqueur           | Deuxième            | Troisième           |
| ----- | ------------------- | ------------------- | ------------------- |
| 2012  | Anastasia Tchulkova | Oxana Kozonchuk     | Aleksandra Chekina  |
| 2013  | Natalja Bojarskaja  | Anastasia Tchulkova | Ekaterina Malomoura |
| 2014  | Yulia Iliynikh      | Anastasia Tchulkova | Elena Utrobina      |
| 2015  | Anastasia Iakovenko | Svetlana Kuznetsova | Galina Tchernychova |